# Résolution 73/194 de l'Assemblée générale des Nations unies
La résolution 73/194 de l'Assemblée générale des Nations unies a été adoptée le 17 décembre 2018 par la soixante-treizième session de l'Assemblée générale des Nations unies en réponse aux activités russes en Crimée ainsi qu'à l'incident du détroit de Kertch. La résolution non contraignante, soutenue par 66 États membres des Nations unies, affirme l'engagement de l'Assemblée générale en faveur de l'intégrité territoriale de l'Ukraine à l'intérieur de ses frontières internationalement reconnues et condamne l'incident du détroit de Kertch. Dix-neuf pays ont voté contre la résolution, tandis que 72 se sont abstenus et 36 autres États étaient absents au moment du vote. 

## Vote
| En faveur (64) | Abstention (83) | Contre (15) | Absent (31) |
| --- | --- | --- | --- |
| \| Albanie Andorre Antigua-et-Barbuda Australie Autriche Belgique Belize Botswana Bulgarie Canada Costa Rica Croatie Chypre République tchèque Danemark Djibouti Estonie Finlande France Géorgie Allemagne Guatemala Grèce Guyana Hongrie Islande Irlande Israël Italie Japon Kiribati Lettonie Liberia Liechtenstein Lituanie Luxembourg Macédoine du Nord Maldives Malte Îles Marshall États fédérés de Micronésie Monaco Moldavie Monténégro Pays-Bas Nouvelle-Zélande Norvège Pologne Portugal Roumanie Samoa Saint-Marin Singapour Slovaquie Slovénie Îles Salomon Espagne Suède Suisse Turquie Tuvalu Ukraine Royaume-Uni États-Unis Vanuatu \| | Algérie Angola Argentine Bahreïn Bangladesh Barbade Bénin Bhoutan Brésil Brunei Burkina Faso Cameroun Chili Chine Colombie Comores République dominicaine Équateur Égypte Salvador Guinée équatoriale Érythrée Éthiopie Fidji Guinée Honduras Inde Indonésie Irak Côte d'Ivoire Jamaïque Jordanie Kazakhstan Kenya Koweït Kirghizistan Malawi Malaisie Mali Mexique Mongolie Mozambique Namibie Nauru Népal Nigeria Oman Pakistan Paraguay Palaos Pérou Philippines Qatar Rwanda Sainte-Lucie Saint-Vincent-et-les-Grenadines Sénégal Seychelles Afrique du Sud Corée du Sud Sri Lanka Thaïlande Togo Trinité-et-Tobago Émirats arabes unis Uruguay Vietnam Yémen | Arménie Biélorussie Bolivie Burundi Cambodge Cuba Iran Laos Birmanie Nicaragua Corée du Nord Russie Serbie Soudan du Sud Soudan Syrie Ouzbékistan Venezuela Zimbabwe | Afghanistan Azerbaïdjan Bahamas Bosnie-Herzégovine Burkina Faso Cap-Vert République centrafricaine Tchad République démocratique du Congo Dominique Gabon Gambie Ghana Grenade Guinée-Bissau Haïti Liban Lesotho Libye Madagascar Mauritanie Maurice Maroc Niger République du Congo Saint-Christophe-et-Niévès Sao Tomé-et-Principe Sierra Leone Somalie Suriname Tadjikistan Timor oriental Tonga Tunisie Turkménistan Zambie |
| États membres observateurs : Vatican et Palestine | | | |
| Albanie Andorre Antigua-et-Barbuda Australie Autriche Belgique Belize Botswana Bulgarie Canada Costa Rica Croatie Chypre République tchèque Danemark Djibouti Estonie Finlande France Géorgie Allemagne Guatemala Grèce Guyana Hongrie Islande Irlande Israël Italie Japon Kiribati Lettonie Liberia Liechtenstein Lituanie Luxembourg Macédoine du Nord Maldives Malte Îles Marshall États fédérés de Micronésie Monaco Moldavie Monténégro Pays-Bas Nouvelle-Zélande Norvège Pologne Portugal Roumanie Samoa Saint-Marin Singapour Slovaquie Slovénie Îles Salomon Espagne Suède Suisse Turquie Tuvalu Ukraine Royaume-Uni États-Unis Vanuatu       | | | |

## Projet d'amendement
Avant de se prononcer sur le projet initial, la république islamique d'Iran et la République arabe syrienne ont proposé un amendement appelant les deux parties à coopérer pour résoudre la crise. L'amendement n'a pas été adopté avec seulement 25 voix en sa faveur. 
| Pour (25) | Abstention (60) | Contre (64) | Absent (42) |
| --- | --- | --- | --- |
| \| Biélorussie Modèle:Bolivia Burundi Cambodge Chine Cuba Érythrée Indonésie Iran Kazakhstan Laos Birmanie Nauru Nicaragua Nigeria Corée du Nord Russie Singapour Serbie Soudan du Sud Soudan Suriname Syrie Venezuela Zimbabwe \| | Algérie Angola Argentine Bahreïn Bangladesh Barbade Bénin Bhoutan Brésil Brunei Burkina Faso Cameroun Chili Colombie République dominicaine Équateur Égypte Salvador Guinée équatoriale Éthiopie Guinée Inde Côte d'Ivoire Jamaïque Jordanie Kenya Koweït Kirghizistan Liberia Malawi Malaisie Mali Mexique Mongolie Mozambique Namibie Népal Oman Pakistan Paraguay Palaos Pérou Philippines Qatar Rwanda Sainte-Lucie Saint-Vincent-et-les-Grenadines Samoa Sénégal Seychelles Afrique du Sud Sri Lanka Thaïlande Togo Trinité-et-Tobago Émirats arabes unis Uruguay Yémen | Albanie Andorre Australie Autriche Belgique Belize Botswana Bulgarie Canada Costa Rica Croatie Chypre République tchèque Danemark Djibouti Estonie Finlande France Géorgie Allemagne Guatemala Grèce Guyana Honduras Hongrie Islande Irlande Israël Italie Japon Kiribati Lettonie Liechtenstein Lituanie Luxembourg Macédoine du Nord Maldives Malte Îles Marshall États fédérés de Micronésie Monaco Moldavie Monténégro Pays-Bas Nouvelle-Zélande Norvège Pologne Portugal Roumanie Samoa Saint-Marin Slovaquie Slovénie Îles Salomon Corée du Sud Espagne Suède Suisse Turquie Tuvalu Ukraine Royaume-Uni États-Unis Vanuatu | Afghanistan Antigua-et-Barbuda Arménie Azerbaïdjan Bahamas Bosnie-Herzégovine Burkina Faso Cap-Vert Comores République centrafricaine Tchad République démocratique du Congo Dominique Fidji Gabon Gambie Ghana Grenade Guinée-Bissau Haïti Irak Liban Lesotho Libye Madagascar Mauritanie Maurice Maroc Niger République du Congo Saint-Christophe-et-Niévès Sao Tomé-et-Principe Sierra Leone Somalie Tadjikistan Timor oriental Tonga Tunisie Turkménistan Ouzbékistan Vietnam Zambie |
| États membres observateurs : Vatican et Palestine | | | |
| Biélorussie Modèle:Bolivia Burundi Cambodge Chine Cuba Érythrée Indonésie Iran Kazakhstan Laos Birmanie Nauru Nicaragua Nigeria Corée du Nord Russie Singapour Serbie Soudan du Sud Soudan Suriname Syrie Venezuela Zimbabwe       | | | |